# Az oganeszon izotópjai

## Stabil izotópjai
Az oganeszonnak nincsen stabil izotópja. 

## Instabil izotópjai
Az első felfedezett izotópját az  294Og 2002-ben és 2005-ben fedezték fel. Ennek a felezési ideje 0,7 milliszekundum.
Még nem erősített izotópot, az 295 Og-ot figyeltek meg 2011-ben. Ennek a felezési ideje 181 milliszekundum volt

## Izotópok
| Izotóp neve | Atomszám | Neutronszám | Felezési idő |
| ----------- | -------- | ----------- | ------------ |
| 294 Og      | 118      | 176         | 0,7ms        |
| 295Og       | 118      | 177         | 181ms        |

## Fordítás
Ez a szócikk részben vagy egészben  az   Isotopes of oganesson című angol Wikipédia-szócikk fordításán alapul.  Az eredeti cikk szerkesztőit annak laptörténete sorolja fel. Ez a jelzés csupán a megfogalmazás eredetét és a szerzői jogokat jelzi, nem szolgál a cikkben szereplő információk forrásmegjelöléseként.